# Снегаров, Иван
Иван Йончев Снегаров (12 октября 1883, Охрид, Османская империя — 1 марта 1971, София) — болгарский историк и архивист XX века, академик.

## Биография
Родился 12 октября 1883 года в городе Охрид, тогда находившемся в Османской империи, ныне в Северной Македонии.
Учился в Охриде, а затем в Константинопольской духовной семинарии (1900—1906). Затем он был писарем в Болгарском экзархате в Константинополе (1906—1907). В 1908—1912 годах учился в Киевской духовной академии.
В 1913—1926 годах Снегаров был болгарским преподавателем в Константинопольской семинарии и в Софийской семинарии. Он работал штатным доцентом теологического факультета Софийского университета (1926), ординарным профессором (1933), членом-корреспондентом Болгарской академии наук(1933), академик (1943). Снегаров возглавлял исторический факультет Софийской семинарии (1950), где продолжал работать по совместительству профессором с 1951 по 1956 год.
В 1920—1923 годах — редактор вестника «Автономна Македония». С 1924 года — член Македонского научного института и сотрудник его печатного органа «Македонски преглед».
Был директором Института истории Болгарии Болгарской академии наук с момента его основания в С 1947 по 1950 год, директором Архивного института Болгарской академии наук (1951—1959). Снегаров был одним из основателей Македонского научного института.
На богословском факультете Софийского университета профессор И. Снегаров читал следующие курсы: история Христианской Церкви (древняя и средневековая), история Болгарской Церкви (до конца XIV века), история современных Поместных Православных Церквей.
Умер в Софии 1 марта 1971 года.

## Научная деятельность
Академик И. Снегаров автор 660 трудов. Основным направлением его исследовательской деятельности была история Церкви в Македонии. Главным трудом его жизни считают «Историю Охридской Архиепископии» (в двух томах, 1000 страниц). В период работы на богословском факультете Софийского университета Иван Снегаров составил трехтомный курс истории Поместных Православных Церквей.